# José María Franco
José María Franco, vollständiger Name José María Franco Ramallo, (* 28. September 1978 in Montevideo) ist ein ehemaliger uruguayischer Fußballspieler.

## Karriere

### Verein
Der 1,88 Meter große Offensivakteur Franco stand zu Beginn seiner Karriere von 1996 bis 1997 in Reihen von Central Español. Von 1998 bis Mitte 2001 war er Spieler des Club Atlético Peñarol, der in diesem Zeitraum 1999 Uruguayischer Meister wurde. Es werden für ihn dort die Beteiligung an 73 Erstligaspielen und 22 Torerfolge geführt. Es folgte eine Karrierestation beim FC Turin, für den er bis Ende Juni 2005 aktiv war und bei dem er saisonübergreifend in insgesamt 17 Serie-A-Spielen (vier Tore) und 23 Zweitligapartien (kein Tor) eingesetzt wurde. Kurzzeitig war er anschließend bei den Santiago Wanderers in Chile tätig. Seit Jahresbeginn 2007 gehörte er wieder Peñarol Montevideo an. Für die „Aurinegros“ lief er bei diesem zweiten Engagement in 39 Begegnungen in der Primera División auf und traf 20-mal ins gegnerische Tor. Auch zwei Einsätze (kein Tor) in der Copa Libertadores 2009 stehen für ihn zu Buche. Im August 2009 schloss Franco sich Peñarols Ligakonkurrenten River Plate Montevideo an. In den Spielzeiten 209/10 und 2010/11 weist die Statistik dort 15 Erstligaeinsätze und fünf Tore für ihn aus. Anfang August 2011 wechselte er zu CS Emelec. 13-mal (drei Tore) wurde er bei den Ecuadorianern in der Primera A und zweimal (ein Tor) in der Copa Sudamericana 2011 eingesetzt. Bereits im Dezember jenes Jahres verließ er den Klub. Von Oktober 2012 bis Januar 2013 wird der Danubio FC als sein Arbeitgeber geführt. Im Januar 2013 verpflichtete ihn der Erstligist Centro Atlético Fénix. In der Clausura 2013 bestritt er 13 Erstligapartien und erzielte zwei Treffer. Anfang Oktober 2013 bis mindestens zum Saisonende spielte er sodann für Juventud und kam in jener Spielzeit in 14 Erstligabegegnungen zum Einsatz, bei denen ihm zwei persönliche Torerfolge gelangen.

### Nationalmannschaft
Franco gehörte er der uruguayischen Olympiaauswahl (U-23) an, für die er im Jahr 2000 mindestens fünf Länderspiele (Peru, Bolivien, Paraguay, Argentinien, Chile) absolvierte und beim 2:0-Sieg am 18. Januar 2000 gegen Peru einen Treffer erzielte.
Er debütierte am 15. November 2000 beim 0:0-Unentschieden im WM-Qualifikationsspiel gegen Bolivien unter Trainer Daniel Alberto Passarella mit einem Startelfeinsatz in der uruguayischen A-Nationalmannschaft. Diesem persönlich torlosen Länderspieleinsatz folgten keine weiteren.

### Erfolge
- Uruguayischer Meister: 1999